# Цитираност
Цитираност је утицајност радова једног аутора на радове других аутора у истој или сродним дисциплинама. Представља један од најзначајнијих критеријума за евалуацију научноистраживачког рада.

## Цитати
Цитат (лат. citare = именовати, напомињати) је именица страног порекла која означава место наведено из неке књиге или чланка. Најважније правописно правило је да испред сваког цитата стоје знаци навода. Обавезно је навођење извора.

### Врсте цитата
Врсте цитата често су предмет расправа и неспоразума.
Цитати обухватају три групе:
- хетероцитате (праве цитате) – код којих аутори цитирају друге ауторе,
- Ставка пописа с ознакама аутоцитате (самоцитате)-Самоцитати су цитати самог аутора са основним задатком да се повежу претходни и садашњи рад самог аутора, а ради могуће промене или проширења претходног рада. Овим се указује на континуирано научно истраживање. Аутори научних чланака чешће цитирају своје радове него радове других. Заступљеност самоцитата је мала.
- Ставка пописа с ознакама коцитате – код којих аутори цитирају друге ауторе са којима су писали неки ранији рад.

Постоје и специфичне врсте цитата као што су имплицитни цитати.

## Цитатна анализа
Цитираност се документује навођењем свих цитираних радова у ISI цитатним индексима. То значи да се утицајност исказује укупним бројем цитата, без обзира на удео аутора у цитираном раду. Посебно је могуће приказати цитате остварене и у националном цитатном индексу – SCIndeks, који је у отвореном приступу, што значи да је бесплатно доступан свим крајњим корисницима Webа. Цитатна анализа води рачуна о томе колико су радови који се цитирају стари и проверавају се извори у којима се цитирани радови објављују.

## Цитатне базе
Цитатне базе података су секундарни извори научне и стручне литературе које уз библиографски опис документа доносе и попис референци. Примарни задатак цитатних индекса је да служе као кључни извор научне литературе. Помоћу њих је могуће:
- сазнати ко цитира рад
- утврдити историју неког истраживања
- пратити истраживачке активности сарадника и других научника

Базе података као организоване збирке података се састоје од записа који се упоређују са каталошким картицама у библиотеци. Каталошке картице имају своја правила за описивање књига која су слична и за рачунарске записе у базама података.
Све базе података припадају следећим групама:
- библиографске базе података
- цитатне базе података
- базе података са комплетним текстом

Све базе података припадају следећим групама:
- библиографске базе података
- цитатне базе података
- базе података са комплетним текстом

У цитатним базама, поред описа самог рада, на крају постоји и попис коришћене литературе и цитата. Најпознатије цитатне базе података су:
1. Web of Science (WOS) – представља online претплату на базе научно цитатног индексирања. WOS даје приступ вишеструким базама података што омогућава међудисциплинарна и специјализована истраживања у науци. Састоји се од шест база података:
- Science Citation Indes Expanded
- Social Sciences Citation Index
- Arts & Humanities Citation Index
- Emerging Sources Citation Index
- Book Citation Index
- Conference Proceedings citation Index

2. Scopus – највећа цитатна база података која укључује преко 18.000 часописа разврстаних у следећа научна подручја:
- Друштвене науке, психологија и економија
- Биологија, екологија
- Хемија, физика и математика
- Биомедицина

3. SCIndeks – српски цитатни индекс који се користи за претраживање домаћих научних чланака и часописа
4. Google Scholar (Google Akademik) – задужен је за претраживање академске литературе

### Српски цитатни индекс
SCIndeks се препоручује свим корисницима који на једноставан и веома аналитичан начин могу да прате одређене ауторе и домаћу периодику. Користан је, наравно, за целокупну научну јавност, а нарочито за ауторе из друштвених и хуманистичких наука, као и за уметност, јер су аутори из наведених области ређе цитирани у ISI цитатним индексима.
Претраживање цитираности радова врши се на основу потпуног списка радова одређеног аутора, тако
што се сваки рад из библиографије аутора посебно претражује
у бази података Web of Science и то према првом аутору рада.
Институт за научне информације (енгл. Institute for Scientific Information –ISI) данас део компаније Томсон Ројтерс (енгл. Thomson Reuters, основао је 1955. године др Јуџин Гарфилд (Eugene Garfield), творац концепта цитатних индекса и њиховог претраживања. Јуџин Гарфилд је формулисао закон концентрације, према којем се у зонама удаљеним од језгра неке дисциплине налазе часописи из језгра других дисциплина, али да се због великог преклапања између дисциплина у природним наукама може издвојити језгро од око
1.000 часописа, који објављују најрелевантније резултате из тих области. Данас је тај цитатни индекс прерастао у базу података Wеb of Science. ISI Web of Knowledge представља платформу за ретраживање информација у свим областима науке и уметности, а користи је, према наводу на сајту Thomson Reutersа, 20 милиона истраживача из готово 90 земаља света. Једна од база података која се налази на овој платформи је и Web of Science®(WOS). Обухвата око 256 дисциплина или категорија доступних за претраживање
и преко КоБСОН сајта.
Академске и истраживачке институције
Републике Србије које су на Академској мрежи, путем
WOS-а имају online приступ часописима (око 10 000)са највећим утицајем у светској науци од 1996. године
до данас.
Web of Science®, на који је претплаћена академска заједница у Србији садржи три основна цитатна индекса:
- Science Citation Index expanded – SCI – база података из области природних, биомедицинских и техничких наука,
- Social Sciences Citation Index – SSCI – база података која обухвата часописе из области друштвених наука;
- Arts & Humanities Citation Index – AHCI база часописа из уметности и хуманистичких наука.

Од октобра 2008. године поседује и базе података за
зборнике:
- Conference Proceedings Citation Index – Science (CPCIS)– од 2001. године до данас, цитатни индекс за природне и техничке науке,
- Conference Proceedings Citation Index – Social Science &Humanities (CPCISSH)
- цитатни индекс за друштвене и хуманистичке науке од 2001. године до данас.

### Journal Citation Report (JCR)
Journal Citation Report (JCR)је посебна база података у оквиру платформе Web of Knowledge. Настала је обрадом резултата из наведених цитатних индекса. JCR садржи податке о часописима сврстане у тематске категорије, у оквиру којих су рангирани по импакт фактору (енгл. Impact Factor – IF) или фактору утицаја. Фактор утицаја часописа је данас веома раширен критеријум за избор часописа у
библиотекама, као и за избор у којем часопису објавити рад. Бројчана (нумеричка) вредност IF (фактора утицаја)добија се тако што се број цитата за две последње године подели са бројем објављених радова у те две године. То значи да увек постоји кашњење од једне године у подацима о IF часописа. Online приступ овој бази Универзитетска библиотека Светозар Марковић има од 2005. године.
Основни недостаци ISI цитатних индекса који су запажени у многобројним студијама, су следећи:
1. обухватају углавном литературу из Северне Америке, Западне Европе, односно литературу на енглеском језику;
2. анализа је ограничена на 10.000 најутицајнијих часописаиз целокупне светске продукције;
3. недовољно су заступљени цитати из књига и великог броја зборника са конференција;
4. заступљеност различитих области истраживања је неравномерна;
5. садржи многобројне грешке приликом цитирања као што су: хомоними, синоними, недоследност приликом

навођења иницијала аутора, нарочито ако они нису са енглеског говорног подручја. Међутим, истиче се да су ове грешке махом произашле из примарних докумената, а да су мање резултат обраде референци у самим базама података.
Током јула 2009. године, на сајту Министарства за
науку и технолошки развој Републике Србије, објављене
су листе о категоријама домаћих научних часописа
за 2009. годину, које су донели матични одбори. Од
стране истог Министарства донет је и „Акт о уређивању
научних часописа”.3 У раније донетом „Правилнику о
поступку и начину вредновања, и квантитативном исказивању
научноистраживачких резултата истраживача”
рангирани су и часописи. Међународни часописи се рангирају
према ISI публикацијама Journal Citation reports
SCI, SSCI:
- М21 – часопис у првих 30% са листе SCI или SSCI(рад у врхунском међународном часопису),
- М22 – часопис у следећих 20% са листе SCI или SSCI (рад у истакнутом међународном часопису),
- М23 – преосталих 50% часописа са листе SCI или SSCI (рад у међународном часопису),
- M24 – часопис међународног значаја верификован посебном одлуком матичних одбора.

Домаћи се рангирају као:
- M51 – водећи часопис националног значаја,
- M52 – часопис националног значаја,
- M53 – научни часопис.[4]